# Перуанская националистическая партия
Перуанская националистическая партия (исп. Partido Nacionalista Peruano) — политическая партия в Перу.

## История
Партия была основана отставным подполковником перуанской армии Ольянтой Умалой, который в 2000 году попытался поднять мятеж против президента Альберто Фухимори. Брат Ольянты поднял мятеж в городе Андауайлас в 2005 году.
На парламентских выборах 2006 года партия заняла 25 мест в 120-местном Конгрессе, а на президентских выборах Ольянта Умала занял второе место. В 2011 году альянс Gana Perú, возглавляемый ПНП, получил 47 мест в 130-местном Конгрессе, а Ольянта Умала выиграл президентские выборы.

## Идеология
Партия базируется на идеях индейского национализма и социальной справедливости. Партия связана с Этнокасеристским движением, которое основал Исаак Умала Нуньес, отец создателя ПНП Ольянты Умалы. Сама партия выделяет четыре идеологических принципа, лежащих в её основе: антиимпериализм, демократический республиканизм, «андско-амазонский социализм» и латиноамериканская интеграция.